# Massaker am Sati Chowra

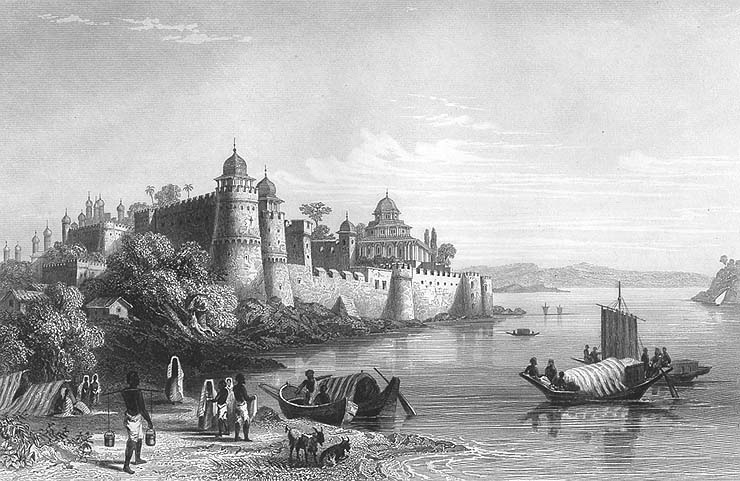
Das Fort in Allahabad, Wunschziel der Evakuierten

Das Massaker am Sati Chowra ist ein Vorfall, der sich am 27. Juni 1857 während des Indischen Aufstands von 1857 ereignete. Nachdem die in Kanpur belagerten Briten über mehrere Wochen den aufständischen indischen Truppen Widerstand geleistet hatten, nahmen sie im Juni 1857 das Kapitulationsangebot von Nana Sahib an. Dieses stellte ihnen einen ungehinderten Abzug mit Booten nach Allahabad in Aussicht. Bei der Besteigung der Boote am Sati Chowra, einem kleinen Flusshafen in Kanpur, eröffneten indische Truppen das Feuer auf die abziehenden Briten. Dabei wurden nahezu alle britischen Männer noch am Gangesufer massakriert.

## Hintergrund

### Ursachen des Aufstands
Als Ursache des Aufstands von 1857 gelten die von der Britischen Ostindien-Kompanie verfolgte Sozial- und Wirtschaftspolitik, durch die weite Teile der indischen Bevölkerung Landrechte, Beschäftigungsmöglichkeiten und Einfluss verloren, sowie die im 19. Jahrhundert zunehmenden Anstrengungen, Indien zu christianisieren und die Annexion weiterer indischer Fürstenstaaten in den Jahren zuvor, gilt dies als eine der Ursachen des Aufstands. Hinzu kam eine wachsende Unzufriedenheit indischer Truppen mit ihren britischen Befehlshabern. Ausgangspunkt des Aufstands waren die Infanterie-Einheiten der Armee von Bengalen. Die Infanterie-Einheiten dieser Armee setzten sich – anders als bei den Armeen von Madras und Bombay – zum größten Teil aus Mitgliedern der höheren Hindu-Kasten (Brahmanen und Kshatriya) zusammen. Kavallerie und Artillerie hatten einen deutlich höheren Muslim-Anteil. Da die Briten befürchteten, dass die Hindu-Soldaten Kastenbelange wichtiger nähmen als ihre Dienstpflicht, sah die Handelskompanie in dieser Konzentration eine Bedrohung der militärischen Disziplin. Um sicherzustellen, dass sie über moderne, schlagkräftige Truppen verfügte, die sie überall in Asien einsetzen konnte, nahm die Britische Ostindien-Kompanie zunehmend weniger Rücksicht auf Kastenbelange und erweiterte die Rekrutierungsbasis um Gurkhas und Sikhs. Letzteres traf insbesondere bei brahmanischen Sepoys auf starke Ablehnung. Im Jahr 1856 gebot der General Service Enlistment Act neuen indischen Rekruten den Dienst auch außerhalb Indiens. Mit Rücksicht auf Sepoys der höheren Hindu-Kasten war der Dienst im Ausland bis zu diesem Zeitpunkt freiwillig, da diese theoretisch ihre Kastenzugehörigkeit verloren, wenn sie offenes Meer überquerten.
Als äußerer Auslöser des Aufstands gilt gemeinhin die Einführung des Enfield-Gewehres, deren Patronenhülsen nach einem unter britisch-indischen Streitkräften weitläufig verbreiteten Gerücht mit einer Mischung aus Rindertalg und Schweineschmalz behandelt war. Die Verwendung dieser Patronen stellte sowohl für gläubige Hindus wie Moslem einen Verstoß gegen ihre religiösen Pflichten dar. Am 10. Mai 1857 kam es zum offenen Aufstand in Merath, nachdem dort stationierte Truppen erstmals mit diesem neuen Gewehr exerzieren sollten. Während des Aufstands wurden etwa 50 britische Offiziere und Zivilpersonen ermordet. Die Aufständischen zogen noch in der Nacht nach Delhi ab, wo der 82-jährige Bahadur Shah Zafar II., der letzten der Großmogule, residierte. Sein Einflussbereich beschränkte sich auf seinen Palast, dem Roten Fort in Delhi. Trotzdem galt er sowohl der indischen Bevölkerung als auch den indischen Provinzen und Staaten als nomineller Souverän. Delhi war daher der Ort, an dem sich die aufständischen Truppen sammelten.

### Rolle von Nana Sahib während des Aufstands

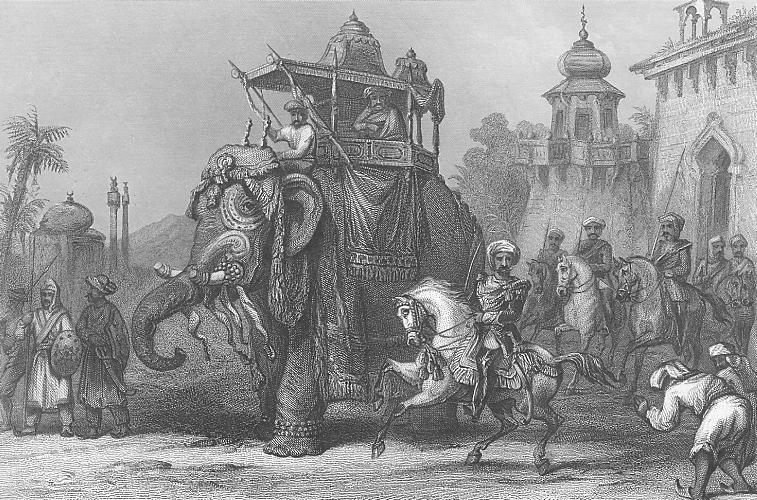
Nana Sahib zieht mit seiner Eskorte den aufständischen indischen Truppen entgegen

Einige der indischen Fürsten schlossen sich sehr schnell dem Aufstand an. Zu diesen gehörte Nana Sahib. Der etwa 35-jährige Brahmane war ein Adoptivsohn von Baji Rao II., dem letzten Peshwa von Pune war. Pune zählte zu den bedeutenderen Marathen-Fürstentümer, sein Herrscher Baji Rao war jedoch von den Briten entthront und in Bithur exiliert worden. Er erhielt jedoch bis zu seinem Tode im Jahre 1851 von den Briten eine großzügige jährliche Pension. Seinem Adoptivsohn und Erbe Nana Sahib verweigerten die Briten dagegen die Fortsetzung dieser Pensionszahlung. In seinem Ehrgefühl fühlte sich Nana Sahib auch gekränkt, weil die Briten ihn nicht wenigstens nominell als Maharaja von Bithur anerkannten.
Nach dem Ausbruch des Aufstands hatten sich Aufständische an Nana Sahib mit der Bitte gewandt, eine führende Rolle im Aufstand zu übernehmen. Nach anfänglichem Zögern erklärte er sich zunächst bereit, Sepoy-Truppen auf ihrem Weg nach Delhi anzuführen. Mitglieder seines Hofes brachten ihn jedoch davon ab, sich als hochrangiger Hindu dem muslimischen Großmogul in Delhi zu unterstellen. Nach der Beendigung des Aufstands gefundene Papiere legen nahe, dass Nana Sahib in Erwägung zog, nicht nur den Thron seines Adoptivvaters zurückzuerobern, sondern auch angrenzende Fürstentümer zu seinen Vasallen zu machen. Die Eroberung der an der Verbindungsstraße zwischen Delhi und Benares liegenden Stadt Kanpur sollte dazu der erste Schritt sein.

### Verlauf der Belagerung
Die in Kanpur stationierten indischen Truppen umfassten 1857 drei Infanterieregimenter und eine Kavallerie- sowie eine Kompanie Artillerie und damit etwa 3.000 Mann. Etwa 300 britische Soldaten taten in Kanpur Dienst. Überzeugt davon, dass aufständische Truppen sehr schnell nach Delhi abziehen würden, hatte der befehlshabende Generalmajor Hugh Wheeler wenige Anstrengungen unternommen, seine Garnison für eine mögliche Belagerung herzurichten. Als sich die Anzeichen für einen Aufstand mehrten, zogen sich die in der Stadt lebenden Europäer und Eurasier hinter die Schanzeinrichtungen der Garnison zurück. In der Nacht des 5. Juni kam es dann zum Aufstand, der sehr schnell alle indischen Truppen in Kanpur erfasste. In der Garnison waren zu diesem Zeitpunkt knapp 1000 Menschen versammelt. Neben den 300 europäischen Soldaten zählten dazu etwa weitere 100 europäische Männer, 80 loyal gebliebene Sepoys, 400 Frauen und Kinder und eine Reihe indischer Bediensteter. Die Verteidiger verfügten über ausreichend Musketen und Munition, aber nur wenig Artillerie.
Der Beschuss der Garnison durch die aufständischen Truppen führte sehr schnell zu hohen Verlusten unter den dort Verbarrikadierten. Keines der Garnisonsgebäude war ausreichend stabil gebaut, um gegen Artilleriebeschuss zu bestehen, so dass die Belagerten nirgendwo Schutz vor dem Bombardement fanden. Es fehlte an Wasser und Nahrungsmittel. In der Hoffnung auf Verstärkung aus Lakhnau hielten die Belagerten bis zum 25. Juni durch. Am 25. Juni 1857 nahmen sie das Kapitulationsangebot von Nana Sahib an, das ihnen einen ungehinderten Abzug mit Booten nach Allahabad in Aussicht stellte.

## Das Massaker am Sati Chowra

### Abzug der Belagerten zum Sati Chowra
Am 26. Juni erhielten drei Offiziere, die zu den Belagerten der Garnison in Kanpur angehörten, die Möglichkeit, die Boote zu besichtigen, die für sie am Gangesufer bereitgestellt worden waren. Nana Sahib hatte für ihren Besuch des Sati Chowra zwei Elefanten und eine Truppe Sowars zur Verfügung gestellt. Die Offiziere fanden am Sati Chowra 24 Boote vor. Nicht alle Boote waren mit Proviant ausgestattet und einigen fehlte es an einem Bambusdach, das die Abziehenden während ihrer vermutlich mehrtägigen Reise nach Allahabad vor der Sonne schützen sollten. Wegen der Trockenzeit waren die Ufer des Ganges sehr weitgehend trockengefallen. Die Abziehenden würden ihre Boote über mehrere hundert Yards in das Wasser schieben müssen, bevor ein Rudern möglich wäre. Nur neun der Boote hatten während der Besichtigung durch die Offiziere eine vollständige Besatzung von vier oder fünf Ruderern. Auf den anderen saßen nur drei Ruderer und fünf Boote waren gar nicht bemannt.
Ursprünglich sollten noch am selben Abend die Belagerten aufbrechen. Es war jedoch nicht möglich, genügend Sänften und Träger für die Verwundeten, Frauen und Kinder zu finden. Der Abmarsch der Belagerten wurde auf den nächsten Morgen verschoben. Um Hugh Wheeler zu garantieren, dass man die Garnison in dieser Nacht nicht angreifen werde, stellte Nana Sahib drei Geiseln.
Die Kolonne, die am nächsten Morgen die Garnison verließ, bestand aus 16 Elefanten, rund 80 Sänften und einer Vielzahl von Ochsenkarren. Während des Abmarschs kam es zu ersten Übergriffen. Den abziehenden Briten war zugesichert worden, dass sie ihre Waffen mitnehmen durften. Eine Reihe von Sepoys entrissen ihren früheren Offizieren jedoch ihre Waffen. Einigen Familien wurde abgenommen, was sie an Kleidern, Wertsachen und Erinnerungen durch die Belagerung retten konnten. Während des Abzuges kam ein Sawar herangaloppiert, der die Abziehenden informierte, dass sie sowohl ihr Gepäck als auch ihre indischen Bediensteten, die bislang loyal in der Garnison ausgeharrt hatten, nicht mitnehmen durften. Die Sepoys begannen darauf, die Ayahs und andere Bedienstete der Briten aus der Kolumne herauszuziehen. Insbesondere die Kinder reagierten auf die Trennung von ihren Kindermädchen, die sie zum großen Teil seit ihrer Geburt betreut hatten, mit lautem Weinen. Am Ende der Kolonne kam es auch zu einzelnen Übergriffen auf Briten. Der schwer verwundete Colonel John Ewart der 1. Native Infantry wurde von seiner Bahre gezogen, zuerst auf die Treppe der St. John getragen, dort spöttisch befragt, ob ihm denn die Parade gefalle und dann mit Säbeln getötet.
Am Sati Chowra lagen die Boote mittlerweile am Ufer auf. Möglich ist, dass der Ganges während der Nacht noch weiter gefallen war. Es ist aber auch nicht ausgeschlossen, dass die Boote noch weiter an Land gezogen worden waren.

### Besteigung der Boote
Der Proviant, den die Offiziere, die am Nachmittag zuvor die Boote inspiziert hatten, vorgefunden hatten, war mittlerweile wieder verschwunden. Einigen Booten fehlten außerdem auch Ruder oder Seile, um sie gegebenenfalls von anderen Booten ziehen zu lassen. Jedem Boot wurden zwei europäische Soldaten oder junge Offiziere zugewiesen, die gemeinsam mit den Bootsmännern die Boote ins tiefere Wasser schieben sollten. Die Boote waren nach anglo-indischem Verständnis nur für sechs Passagiere ausgelegt. In jedes der Boote mussten jedoch bis zu 15 Frauen, Männer und Kinder steigen; trotzdem waren um 9 Uhr alle Boote besetzt, aber immer noch standen Leute am Ufer oder bewegten sich auf Sati Chowra zu. Möglich ist, dass einer der Offiziere bei den Offizieren von Nana Sahib um mehr Boote nachfragen ließ. In keinem Fall warteten sie jedoch die Antwort ab. Die ersten Boote stießen sich langsam vom Ufer ab und bewegten sich auf die Stellen des Flusses zu, an denen die Strömung am größten war.

### Der Angriff
In dem Moment kam von den Sawaren der Aufruf, dass sich alle Bootsleute am Ufer versammeln sollten, um ihren Lohn in Empfang zu nehmen. Gleichzeitig wurden westlich vom Sati Chowra drei Kanonen abgefeuert. Die Bootsleute verließen ihre Boote und eilten ans Ufer. Einige der Bambusdächer der Boote fingen plötzlich an zu brennen. Vermutlich hatten die Bootsleute noch kurz vor dem Verlassen der Boote glühende Kohle, die sie in ihren kleinen Tonöfchen aufbewahrt hatten, auf die Bambusdächer geworfen. Die Sawaren galoppierten davon, während ringsum plötzlich Sepoy-Truppen auftauchten, die sofort das Feuer sowohl auf die am Ufer stehenden als auch die auf den Booten befindlichen Briten eröffneten.
Die Boote, deren Dach entzündet worden waren, standen sehr schnell vollständig in Flammen und entzündeten auch andere Boote. Viele der auf den Booten Befindlichen sprangen ins Wasser, wo ein Teil der Nichtschwimmer unter Wasser gezogen wurde und ertrank. Ein Teil konnte im Wasser stehen, wurde aber von dem dichten Gewehrfeuer getroffen. Wer zu krank oder zu verletzt war, um ins Wasser springen zu können, verbrannte auf den Booten. Die am Ufer Zurückgebliebenen wurden kurz darauf von Reitern erschlagen. Einigen wenigen Schwimmern gelang es, das gegenüberliegende Ufer zu erreichen. Dort befanden sich jedoch gleichfalls Sepoys, die sie dort ebenfalls angriffen. Eine halbe Stunde nach dem Beginn des Angriffs ließ Tantya Tope die Angriffe einstellen. Überlebt hatten am Ufer des Sati Chowra etwa 120 Frauen und Kinder. Die meisten Männer wurden erschlagen. Das dritte Boot, das sich mit seinen Insassen vom Ufer von Sati Chowra lösen konnte und zunächst entkommen war, wurde noch am selben Tag weiter unten am Ganges von Sepoys abgefangen. Seine Insassen wurden erschossen. Dem ersten Boot gelang es, bis zum nächsten Tag nicht in die Hände der Sepoys zu fallen. Aufständische Sepoys waren jedoch dem Boot am Ufer des Ganges gefolgt. Die auf dem Boot Befindlichen entschieden sich für einen Angriff auf die Sepoys. Sie wurden dabei aber von einer Übermacht von Sepoys überrannt. Letztlich gelang es nur vier Männern, die sich auf dem ersten Boot befunden hatten, einen Ort zu erreichen, der sich in britischer Hand befand.
Die überlebenden Frauen und Kinder wurden zurück nach Kanpur gebracht und im Bibighar gefangen gesetzt. Einige wenige Frauen wurden in dem halbstündigen Chaos am Sati Chowra von Sepoys und Sawaren entführt. An die Sepoys und Sawaren erging der strenge Befehl, die Frauen wieder zu übergeben. Zurückgebracht wurden offenbar aber nur Europäerinnen. Die Eurasierinnen unter ihnen blieben meist in Gefangenschaft ihrer Entführer. Dazu gehört angeblich Hugh Wheelers jüngste Tochter Eliza Wheeler sowie Amy Horne, beides Eurasierinnen. Amy Horne überlebte auch ihre Gefangenschaft und gehört zu den Augenzeugen des Massakers am Sati Chowra.

## Überlebende des Massakers am Sati Chowra
Die Frauen und Kinder, die im Bibighar in Kanpur eingesperrt wurden, wurden gemeinsam mit Flüchtlingen der Belagerung von Fatehgarh am 16. Juli 1857 massakriert, unmittelbar bevor Sir Henry Havelock Kanpur zurückeroberte. Ihre Leichen wurden in einen Brunnen unweit des Bibighars geworfen. Die Mehrzahl der Belagerten von Kanpur kam damit ums Leben. Einige wenige überlebten, die zu wichtigen Zeugen der Belagerung und des Massakers am Sati Chowra wurden. Dazu gehört neben der am Gangesufer entführten Amy Horne Lieutenant Mowbray Thomson, der zu den Männern gehörte, die zunächst schwimmend dem Massaker entkamen, dann an Bord des ersten Bootes den Ganges hinabflüchten konnten und ihre Flucht nach dem Angriff der Sepoys zu Fuß fortsetzten.
Zu den Überlebenden gehörten mehrere Eurasier wie beispielsweise James Stewart und seine Frau. Sie hatten im tiefen Wasser des Ganges ausgeharrt, bis die Sepoys mit ihren Gefangenen wieder nach Kanpur abzogen. Ihnen gelang es ebenfalls, nach 12 Tagen Fußmarsch Allahabad zu erreichen. Einer weiteren Gruppe von Frauen gelang es, sich im angeschwemmten Holz am Gangesufer zu verstecken, bis die Nacht hineinbrach. Sie versteckten sich zunächst auf einem moslemischen Friedhof, später in einer Schule und einem Stall von Elefanten und gehörten zu den ersten, die die britischen Truppen nach der Rückeroberung von Kanpur begrüßten. Auch einigen eurasischen Männern war es gelungen, die Belagerung von Kanpur zu überleben, weil sie der Garnison rechtzeitig entfliehen konnten und auf Grund ihrer Sprachkenntnisse eine größere Chance hatten, in landestypischer Kleidung der Aufmerksamkeit der Sepoys zu entgehen.